# Kalgoorlie
Kalgoorlie è una città dell'Australia Occidentale, a est di Perth, fondata nel 1893 durante la corsa all'oro (per questo è anche chiamata Golden Mile).
La cittadina è famosa in Australia per la Super Pit, una vastissima miniera d'oro a cielo aperto, che si pensa possa essere sfruttata fino al 2017.

## Storia
Il nome della città deriverebbe da una parola Wangai che significa "posto delle pere setose". Le città di Kalgoorlie e di Boulder si sono unite nel 1989 per formare la città di Kalgoorlie-Boulder.
Kalgoorlie fu fondata nel 1893, in seguito alla scoperta di giacimenti d'oro da parte di Paddy Hannan, Daniel O'Shea e Tom Flanagan.
Nel giugno 1893, i minatori Patrick (Paddy) Hannan, Tom Flanagan, O'Shea e Dan erano in viaggio per Mt Youle, quando uno dei loro cavalli perse un ferro, costringendo a fermare la carovana. Durante tale sosta, gli uomini notarono segni di oro nella zona e decisero di fermarsi. Il 17 giugno 1893, Hannan depositò una richiesta di rimborso, con centinaia di uomini che iniziarono a sciamare nella zona in cerca d'oro e così Kalgoorlie, originariamente chiamato Hannan's, nacque. La miniera d'oro, insieme ad altri metalli come il nichel, è stata una grande industria in Kalgoorlie sin dall'inizio, ed oggi viene impiegato circa un quarto della forza lavoro  e Kalgoorlie genera una quota significativa del proprio reddito. Concentrato sul settore delle grandi miniere d'oro che circondano l'originale, spesso è definito come il "Golden Mile", ed è considerato da alcuni il più ricco miglio quadrato di terra del pianeta. La popolazione è stata di circa 30000 persone nel 1903 e ha iniziato a crescere in Boulder.

### Rivolta contro gli immigrati sudeuropei
Kalgoorlie nel 1934 fu teatro di un orrendo pogrom contro gli immigrati provenienti dall'Europa del Sud, principalmente Italiani, Greci e Jugoslavi.
I fatti ebbero origine da una zuffa tra un barista di origine italiana, Claudio Mattaboni e un avventore ubriaco che si rifiutava di pagare le sue numerose consumazioni. La rivolta contro gl'immigrati dilagò ben presto in tutta la città e nel sobborgo di Boulder. Furono saccheggiati e completamente distrutti centinaia di esercizi commerciali e di abitazioni private. Tre furono i morti, l'unico accertato è lo slavo Joe Katich, ucciso mentre tentava di difendere la propria casa, e decine i feriti. Quando la polizia riportò l'ordine in città, gli agenti andarono a recuperare nel deserto i molti italiani che vi si erano rifugiati. Costoro al ritorno ebbero l'amara sorpresa di non trovare quasi nulla di ciò che avevano lasciato, i più fortunati avevano ancora una casa, ma gli interni erano stati completamente svuotati. I fatti di Kalgoorlie furono ben presto dimenticati da tutti e ancora oggi rarissimi sono i riferimenti alla rivolta xenofoba.

## Infrastrutture e trasporti
La città si trova lungo il percorso della Indian Pacific, la principale linea ferroviaria che collega l'est e l'ovest dell'Australia. 
Per i viaggiatori in treno che vanno verso est, sulla trans-continentale del Pacifico Indiano, Kalgoorlie è l'ultima città prima di entrare nella vasta estensione della Nullarbor Plain.